# Josevata Kamikamica
Josevata Nakausabaria Kamikamica, né en 1934 ou 1935 et mort en août 1998, est un homme politique fidjien. Ministre des Finances d'un gouvernement de dictature de 1987 à 1992, il introduit des réformes économiques libérales.

## Biographie

### Jeunesse et débuts
Roturier autochtone originaire de la province de Tailevu sur l'île de Viti Levu, il effectue des études de commerce à l'université de Melbourne, et est membre de l'équipe de rugby à XV de l'université ; il y obtient un diplôme de licence (Bachelor of Business Administration),. Il fait carrière dans l'administration autochtone, devenant le président du Comité du Trust des Terres autochtones (Native Lands Trust Board). Il est également prédicateur laïc pour l'Église méthodiste, la principale Église des Fidjiens autochtones.

### Ministre des Finances: réformes libérales
Après les coups d'État militaires de 1987 qui renversent le gouvernement Bavadra élu par les Fidjiens et rendent le pouvoir aux chefs autochtones battus aux élections législatives, il accepte d'être nommé ministre des Finances, et numéro deux du gouvernement, dans le gouvernement de dictature mené par Ratu Kamisese Mara. Il doit alors gérer la crise économique provoquée par les coups d'État, qui ont entraîné une fuite des capitaux, une contraction de 6,5 % de l'économie des Fidji, une inflation à 12 % et une forte montée du chômage. Il introduit une politique de dérégulation de l'économie et d'ouverture du marché fidjien au commerce international. Dans le même temps, il lève l'interdiction des syndicats, imposée par les militaires, et accepte la demande du Congrès des syndicats des Fidji (dont le secrétaire général, Mahendra Chaudhry, était le ministre des Finances dans le gouvernement Bavadra déchu) de lever le gel des salaires dans la fonction publique. Au cours des années qui suivent, néanmoins, il fait fi des syndicats, restreint leurs droits, et introduit une augmentation de la taxe sur la valeur ajoutée pour compenser une baisse des impôts directs, mesure que les syndicats dénoncent comme socialement injuste.
En 1988, lorsque Sitiveni Rabuka, auteur des coups d'État et ministre de l'Intérieur, veut expulser des Fidji les banques australiennes au nom du nationalisme, Josevata Kamikamica, en tant que ministre des Finances, s'y oppose avec succès ; il fait valoir que ces banques promeuvent l'entreprenariat privé qui aidera au rétablissement de l'économie.

### Carrière politique ultérieure
Pour les élections législatives de 1992, il adhère au nouveau parti Soqosoqo ni Vakavulewa ni Taukei (SVT), le parti des chefs et des nationalistes autochtones. Il est élu député de la circonscription ethnique autochtone de Tailevu, et, avec le soutien de Kamisese Mara, brigue la fonction de Premier ministre. Il n'a le soutien que de neuf députés du SVT, mais obtient l'appui de députés du Parti de la fédération nationale et du Parti des Électeurs généraux ; Sitiveni Rabuka, chef du SVT et auteur des coups d'État, remporte néanmoins la direction du gouvernement avec le soutien sans participation du Parti travailliste, qui s'oppose aux réformes économiques libérales de Josevata Kamikamica,. Ce dernier refuse un ministère, et devient simple député de la majorité parlementaire.
En novembre 1993, il mène une fronde interne au SVT contre le budget déficitaire du gouvernement Rabuka, et -de concert avec le Parti travailliste et avec le Parti des Électeurs généraux de David Pickering- fait ainsi chuter le gouvernement. Cela entraîne les élections anticipées de 1994, pour lesquelles Josevata Kamikamica fonde et mène le parti de l'Association fidjienne, parti autochtone mais prônant la coopération avec les autres communautés ethniques. L'Association est largement battue lors des élections, et Josevata Kamikamica perd son siège de député, battu dans sa propre circonscription de Tailevu,,. En septembre 1996, il soutient le rapport de la Commission d'examen de la Constitution qui recommande une nouvelle Constitution rétablissant les pleins droits des citoyens indo-fidjiens, discriminés par la Constitution de 1990 issue des coups d'État. En amont des élections de 1999, il contribue à forger une coalition de partis de centre-gauche, dont l'Association fidjienne, sous la direction du Parti travailliste mené par Mahendra Chaudhry. Josevata Kamikamica est pressenti comme potentiel Premier ministre si la coalition venait à remporter ces élections, mais il meurt en août 1998 ;  Adi Kuini Speed, veuve du Premier ministre travailliste Timoci Bavadra renversé en 1997, lui succède alors comme cheffe de l'Association fidjienne. 
Son fils Manoa Kamikamica est vice-Premier ministre à partir de 2022, dans un gouvernement de coalition mené par Sitiveni Rabuka,.